# Rusina
Rusina (o también Rurina) era, en la mitología romana, la diosa  protectora de los campos y tierras de labrantío, una de las antiguas di indigetes o ‘dioses indígenas’. Su nombre está relacionado con la palabra latina rus, que significa ‘campo’ y está en el origen de la palabra rural. 
Una deidad romana relacionada, el masculino Rusor, que significa ‘labrador, trabajador del campo’, se asoció con la diosa Tellus.  